# Ulica Dworna w Łomży
Ulica Dworna w Łomży – zabytkowa ulica Łomży. Jest najdłuższą ulicą Starego Miasta. Na znacznej części swej długości jest brukowana. Dawniej ulica prowadziła do zamku (dworu), skąd jej nazwa. Na zachodnim jej krańcu znajdował się Plac Pocztowy, który obecnie jest oddzielony Aleją Legionów. 

## Zabytkowe obiekty przy ul. Dwornej
- Katedra św. Michała Archanioła w Łomży
- Zespół klasztorny SS. Benedyktynek
- Kościół Wniebowzięcia NMP
- Gmach Seminarium
- Gmach Sądu Okręgowego
- Gmach Muzeum Północno-Mazowieckiego
- Zabytkowe kamienice
- oddzielnie Plac Pocztowy